# 納特海崖
82°34′S 51°45′W / 82.567°S 51.750°W
納特海崖（英語：Nutt Bluff）是南極洲的海崖，位於伊莉莎白女王地，屬於杜費克山的一部分，海拔高度1,315米，以史丹佛大學的地質學家命名，現時由南極條約體系管理。